# Франкско-фризские войны
Франкско-фризские во́йны — серия конфликтов между Франкским государством и Королевством Фризия в VII и VIII веках.
Войны, в основном, велись за контроль над дельтой Рейна. После смерти фризского короля Радбода франки одержали верх. В 734 году в сражении на Борне фризы были побеждены, а франки аннексировали фризские земли между Вли и Лауэрсом. Только к востоку от Лауэрса фризы оставались независимыми. В 772 году они тоже потеряли свою независимость. Войны закончились последним восстанием фризов в 793 году и умиротворением фризов Карлом Великим.

## Предыстория
Великое переселение народов привело к тому, что фризы осели на севере и западе Нижних Земель, саксы — на востоке, варины — в устье Рейна, а франки расположились дальше к югу по течению Шельды. Там под руководством своих королей из династии Меровингов они сыграли важную роль в политической судьбе северной Галлии.
Фризы представляли собой несколько независимых племён, объединённых в военные союзы, но без верховной власти. Во второй половине VII века Фризское королевство достигло своего максимального территориального расширения. Фризских королей интересовали бывшие франкские земли, и под руководством предшественников Альдгисла они распространили свою власть до центра Нижних Земель. Присутствие варинов в устье Рейна на тот момент остаётся неясным: предполагается, что, скорее всего, они были разделены между фризами и франками.

## Контроль дельты Рейна
Хотя франкский король из династии Меровингов Хильперик I (561—584) упоминается во франкских источниках как «ужас фризов и свевов», есть свидетельства того, что около 600 года фризы во главе с королем Аудульфом вели успешные войны против франков. Это позволило фризам расширить свои территории дальше на юг.
К 630 году ситуация изменилась: король Дагоберт I из династии Меровингов снова объединил Франкское государство под своей верховной властью и завоевал земли к югу от Ауде-Рейна. На этот раз франки принесли христианство на фризские земли и построили церковь в Утрехте. После смерти Дагоберта франки не смогли там удержать власть, и около 650 года центральные районы дельты, включая Дорестад, снова стали фризскими. Чеканка франкских монет прекратилась, и город Утрехт стал резиденцией фризских королей.
При короле Альдгисле фризы вступили в конфликт с франкским майордомом Эброином. На этот раз конфликт был связан с древними римскими пограничными укреплениями. Альдгисл смог сдержать силы франков в бухте благодаря манёврам своего войска. В 678 году он пригласил к себе английского епископа Вильфрида, который, как и он, неприязненно относился к франкам.

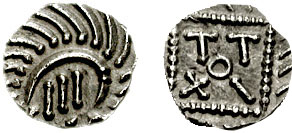
Фризские скеаты (приблизительно 710—735 годы)

При преемнике Альдгисла, Радбоде, перевес сил склонился в пользу франков: в 690 году возглавляемые майордомом Пипином Геристальским франки победили в сражении при Дорестаде. Хотя не все последствия этой битвы ясны, Дорестад снова стал франкским, как и крепости Утрехт и Вехтен. Считается, что влияние франков тогда простиралось к югу от Ауде-Рейна и до побережья, но это не совсем понятно, потому что фризы не полностью потеряли контроль над центральной зоной дельты. Во всяком случае, было архиепископство или епископство Фризское, основанное Виллибрордом, а в 711 году был заключён брак между Гримоальдом Младшим, старшим сыном Пипина, и Теодезиндой, дочерью Радбода.
После того как Пипин умер в 714 году, Радбод воспользовался борьбой за престолонаследие во франкских землях. Он заключил договор с франкским майордомом Рагенфредом, так что в 716 году его армия вторглись на франкскую территорию до Кёльна, где они победили в сражении. Таким образом, все земли к югу от Рейна снова стали фризскими. Армия вернулась на север с большим количеством трофеев. Радбод строил планы вторжения во Франкскую империю во второй раз и мобилизовал большую армию. Однако прежде чем он смог это сделать, он заболел и умер осенью 719 года.
Неизвестно, кто был преемником Радбода. Считается, что были проблемы с преемниками, потому что франкский предводитель Карл Мартелл легко вторгся во Фризию и подчинил территории. Сопротивление было настолько слабым, что Карл Мартелл не только присоединил «Ближнюю Фризию» (земли к югу от Рейна), но также пересёк Рейн и присоединил «Дальнюю Фризию» (до берегов реки Вли).

## Конец независимой Фризии
В 733 году Карл Мартелл отправил армию против фризов. Войско фризского короля Поппо было разбито и отступило в Остерго. В следующем году Карл переправил свою армию через Алмере при помощи флота, который позволил ей достичь реки Борн. Фризы были побеждены в последовавшем сражении на Борне, и их король Поппо был убит. Победители разграбили и сожгли языческие святилища. Карл Мартелл вернулся с большой добычей и навсегда сломил власть фризских королей. Франки присоединили к себе фризские земли между Вли и Лауэрсом.

### Аннексия Восточной Фризии
Франкский король Карл Великий положил конец независимости также и фризов к востоку от Лауэрса, расширив Франкское государство дальше на восток. Война началась с кампании против восточных фризов, а затем продолжилась против саксов, где Саксонские войны продлились тридцать два года.
В 772 году Карл напал на фризов к востоку от Лауэрса и саксов с большой армией. Он победил их в нескольких сражениях, вследствие чего последние независимые фризские земли и земли саксов перешли в руки франков.

## Восстания фризов
После нанесённых им франками поражений фризы несколько раз поднимали восстания против своих победителей.

### Убийство Святого Бонифация

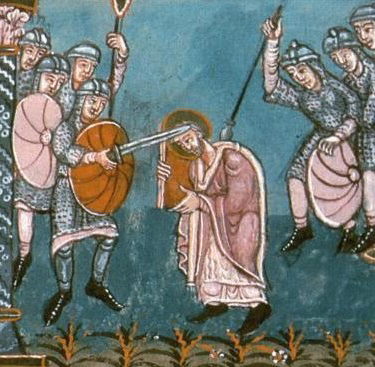
Нападение на Святого Бонифация

Архиепископ фризский Бонифаций отправился во Фризию в 754 году с небольшой свитой. Он крестил большое количество людей и созвал общее собрание для новообращённых недалеко от Доккюма, между Франекером и Гронингеном. Вместо новообращённых, которых он ожидал, появилась группа вооружённых жителей. Фризские воины были разгневаны, потому что он уничтожил их святыни. Они убили престарелого архиепископа, считая, что сундуки, которые он носил с собой, полны золота и других богатств. Нападавшие были обескуражены, когда обнаружили, что в сундуке хранятся книги епископа.

### Восстание 782—785 годов
Под руководством Видукинда саксы продолжали сопротивляться франкам. В 782 году фризы к востоку от Лауэрса также начали восстание против франков. Восстание распространилось на фризские земли на западе, которые раньше были умиротворены. Это привело к массовому возвращению населения к язычеству. Мародёры сожгли церкви, и священники, включая Людгера, вынуждены были бежать на юг.
В ответ в 783 году Карл Великий организовал новую кампанию для восстановления контроля, сначала над саксами, а затем над фризами. Фризы помогли Видукину против франков в 784 году, послав ему на помощь войска. Это не помогло, и он должен был сдаться в 785 году, а фризское восстание было жестоко подавлено франками.

### Восстание 793 года
В 793 году фризы восстали в последний раз против Карла Великого. Причиной этого была насильственная вербовка фризов и саксов на войну против аваров на востоке. Под руководством Унно и Эйлрада восстание началось к востоку от Лауэрса и распространилось на другие фризские земли. Это привело к временному возвращению к язычеству, и снова священникам пришлось бежать. Это восстание было также подавлено франками.